# Järns landskommun
Järns landskommun var en tidigare kommun i dåvarande Älvsborgs län.

## Administrativ historik
Kommunen inrättades i Järns socken i Nordals härad i Dalsland när 1862 års kommunalförordningar trädde i kraft 1863.
Vid kommunreformen 1952 uppgick den i Melleruds köping som 1971 ombildades till Melleruds kommun.